# 티니 (가수)
마르티나 스토셀(Martina Stoessel, 1997년 3월 21일 ~ )은 아르헨티나의 배우, 가수, 모델이다. 텔레노벨라 《파티토 페오》의 마르티나 역으로 2007년 처음 배우 데뷔했다.  이후 2012년부터 2015년까지 방영된 《비올레타》에서 주인공 비올레타 역을 맡았다.
스토셀은 2016년에 Tini(Martina Stoessel) 앨범을 발매한 뒤 'TINI'라는 예명을 통해 가수로도 활동하고 있다. 'Te Quiero Mas'와 'Por Que Te Vas' 음원으로 아르헨티나 빌보드 핫 100(Argentina Billboard Hot 100)에 처음 오르게 되었다. 2022년 'La Triple T' 음원으로도 아르헨티나 빌보드 핫 100(Argentina Billboard Hot 100)에 오르기도 하였다.

## 음반 목록

### 정규 음반
- Tini (Martina Stoessel) (2016)
- Quiero Volver (2018)
- Tini Tini Tini (2020)
- Un Mechón de Pelo (2024)

### 싱글
- 22 (2019)
- Sueltate El Pelo (2019)
- Fresa (2019)
- Diciembre (2019)
- Oye (2019)
- Duele(feat. John-C) (2020)
- Mienteme (2021)
- Madita Foto (2021)
- Aqui Estoy (2021)
- Fantasi (2022)
- La Triple T (2022)
- La Loto (2022)

## 투어
- Got Me Started Tour (2017-2018)
- Quiero Volver Tour (2018-2020)
- Tini Tour 2022 (2022-2023)